# Арнемский филармонический оркестр
Арнемский филармонический оркестр (англ. Arnhem Philharmonic Orchestra, нидерл. Het Gelders Orkest) — нидерландский симфонический оркестр, базирующийся в городе Арнем.
Основан в 1889 г. под названием Общество Арнемского оркестра (нидерл. Arnhemse Orkest Vereniging), современное название получил в 1949 г. На мировую музыкальную сцену Арнемский оркестр вывели руководившие им в 1980—1990-е гг. Роберто Бенци и Лоуренс Ренес, сделав фирменной чертой оркестра исполнение масштабных симфонических полотен Антона Брукнера и Густава Малера.

## Руководители оркестра
- Альберт Кваст (1889—1893, 1904—1910)
- Мартин Хёкерот (1893—1904)
- Петер ван Анроой (1910—1917)
- Рихард Хёкерот (1917—1920)
- Мартин Спаньярд (1920—1932)
- Яап Спаандерман (1932—1949)
- Ян Оут (Jan Out, 1949—1959)
- Карл фон Гарагуй (1959—1971)
- Лео Дрихёйс (1971—1974)
- Йоав Тальми (1974—1980)
- Гвидо Аймоне-Марзан (1982—1986)
- Роберто Бенци (1989—1998)
- Лоуренс Ренес (1998—2003)
- Мартин Зигхарт (2003—2009)
- Антонелло Манакорда (с 2011 г.)